# Рипсимэ
Рипсиме, Рипсими́я (арм. Հռիփսիմէ, др.-греч. Ριψιμιά, в русской церковной традиции Рипсимия) — раннехристианская армянская проповедница, мученица и святая.

## История
В 301 году в Армению пришли 37 девушек-христианок. Ранее они жили в горном древнеримском монастыре Святого Павла, настоятельницей которого была Гаянэ. Рипсимэ пленила своей красотой самого императора Диоклетиана и, не пожелав подчиниться его воле и стать его женой, вместе с подругами укрылась в Александрии. Там, по преданию, девушкам было явление Святой Богоматери, указавшей им путь в Армению. Армянский царь Трдат III, узнав о том, что приключилось с девушками в Риме, сам пожелал взять в жены красавицу Рипсимэ. Её вместе с наставницей девушек Гаянэ привели в царский дворец. Царь хотел овладеть Рипсимэ, но отказ девы, заявившей, что она принадлежит только Христу, привел царя в ярость. 

197. И пока блаженная Рипсимэ говорила все это, в ту же ночь поспешно пришли ишханы царя и с ними верховный палач с палачами с горящими в руках факелами. Они тут же подошли, связали ей руки и хотели вырвать ей язык. А она добровольно раскрыла рот и, высунув язык, выставила им.
198. Затем они сняли с нее разорванную одежду, вбили в землю четыре кола и привязали два к ногам и два к рукам и сильно натянули [канаты]. Поднесли факелы и долгие часы жгли и палили ее тело пламенем факелов. Ее лоно забросали камнями, а внутренности вынули и выкинули, и пока она еще была жива, выкололи ей глаза. Затем разрезали ее на куски, приговаривая: «Всякий, кто осмелится пренебречь приказами царей и преступить [их], погибнет, как она». 
— ЖИТИЕ И ИСТОРИЯ СВЯТОГО ГРИГОРА
Разгневанный Трдат приказал побить камнями всех 37 девушек-христианок (спастись удалось только Святой Нине, будущей крестительнице Грузии). После казни невинных христианок Трдат заболел тяжёлым нервным недугом. От безумства царя исцелил Григорий Просветитель, после чего, поверив в силу веры христианской, Трдат III крестился, крестил народ и провозгласил христианство государственной религией в Армении 301-м году.
В честь Святой Рипсимэ в 618 году в Эчмиадзине была построена церковь, сохранившаяся до наших дней и считающаяся лучшим образцом крестово-купольного храма средневековой Армении.

## Галерея

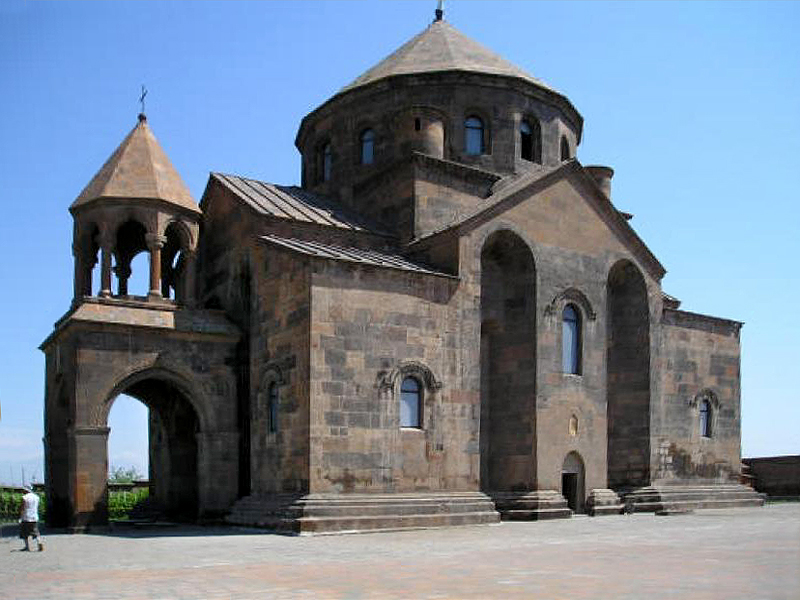
Церковь Святой Рипсиме в Эчмиадзине (618 год)
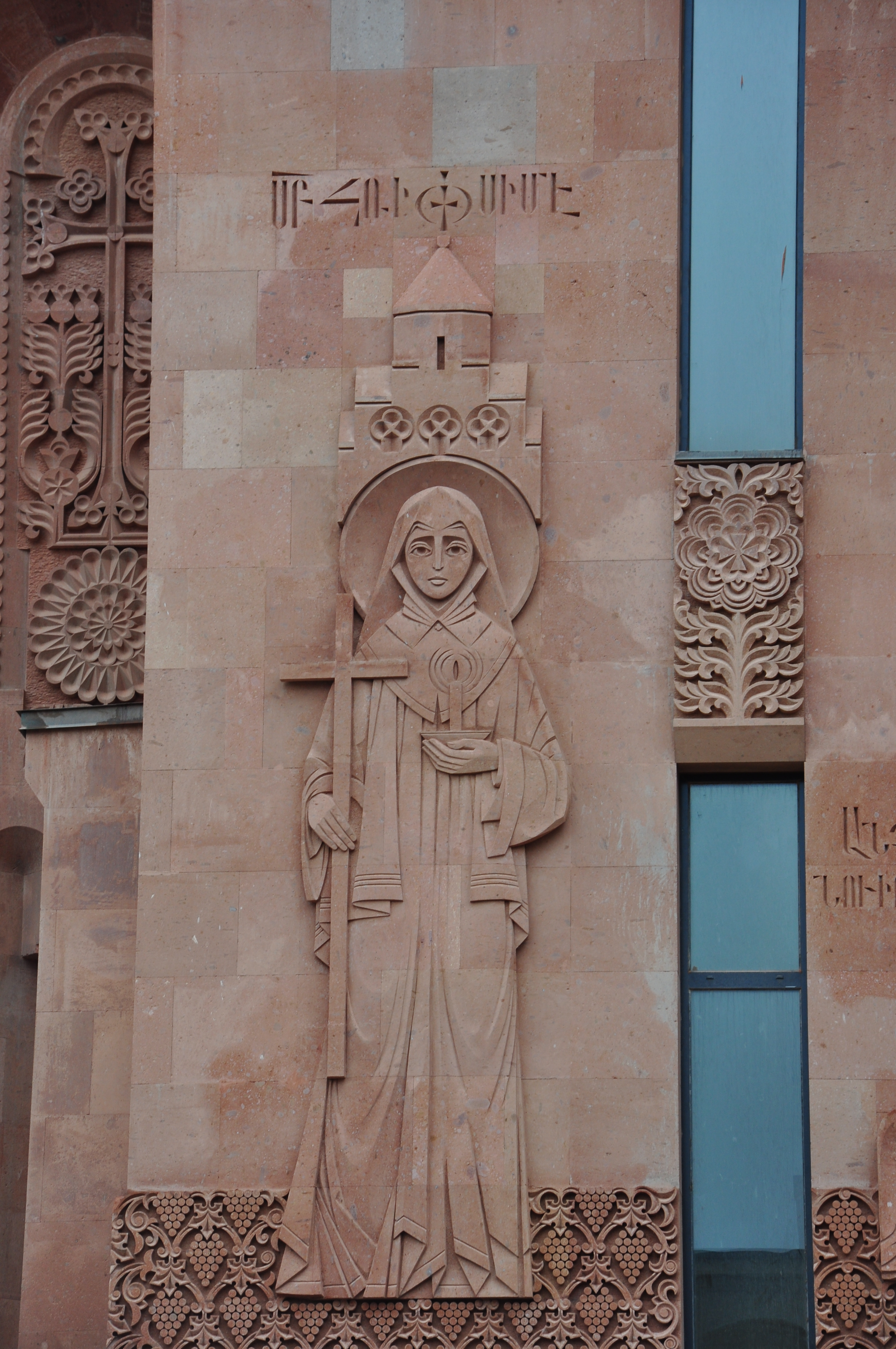
Изображение Св. Рипсиме на стене Кафедрального собора Сурб Хач, Москва
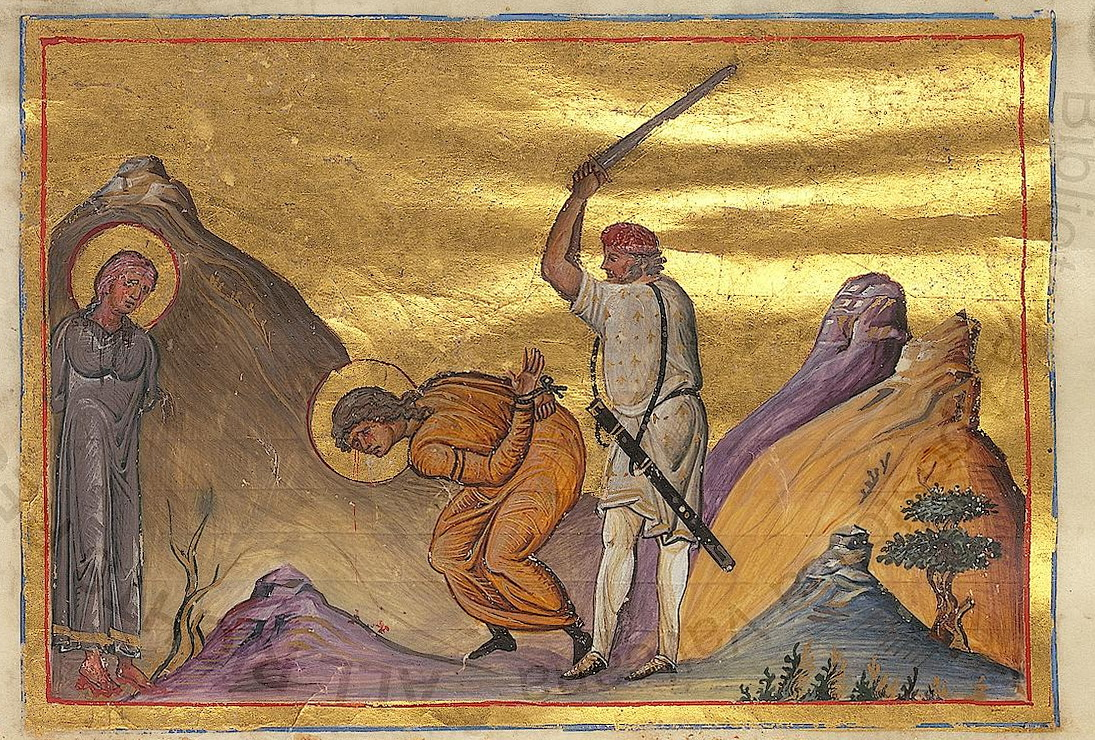
Страдания Рипсимии и Гаиании. Константинополь. 985 г. Миниатюра Минология Василия II. Ватиканская библиотека. Рим.